# Grabin (województwo pomorskie)
Grabin (kaszb. Grabino, niem. Neufeld) – osada kaszubska w Polsce położona w województwie pomorskim, w powiecie słupskim, w gminie Dębnica Kaszubska. Wieś jest częścią składową sołectwa Krzywań.
W latach 1975–1998 miejscowość położona była w województwie słupskim.

## Nazwa
Nazwa miejscowości jest tzw. chrztem nazewniczym i ma charakter pseudotopograficzny. Powstała przez dodanie do nazwy pospolitej grab formantu -in. Pierwotna niemiecka nazwa Neufeld ma charakter kulturowy i jest złożeniem dwóch członów: neu „nowy” i Feld „pole”.
Rada Języka Kaszubskiego proponuje opartą na polskiej kaszubską formę nazwy Grabino.